# Харківська тема
Ха́рківська те́ма — тема в шаховій композиції. Суть теми — в одній фазі має бути щонайменше два спростування ідейного хибного сліду, в наступній фазі ці ходи стають захистами.

## Історія
Цю ідею запропонували незалежно одні від одних українські шахові композитори з Харкова і нідерландські шахові композитори з міста Роттердам. В українських виданнях цю ідею називають Харківською темою, а в закордонних — Роттердамською темою.
|   | a | b | c | d | e | f | g | h |   |
| 8 | b8 біла тура · e8 білий король · f7 білий слон · g7 білий ферзь · b5 білий пішак · d5 білий кінь · e5 білий пішак · c4 чорний король · f4 білий кінь · a3 біла тура · b2 чорна тура · e2 чорний пішак · f2 білий слон · c1 чорна тура · d1 чорний ферзь · h1 чорний слон | b8 біла тура · e8 білий король · f7 білий слон · g7 білий ферзь · b5 білий пішак · d5 білий кінь · e5 білий пішак · c4 чорний король · f4 білий кінь · a3 біла тура · b2 чорна тура · e2 чорний пішак · f2 білий слон · c1 чорна тура · d1 чорний ферзь · h1 чорний слон | b8 біла тура · e8 білий король · f7 білий слон · g7 білий ферзь · b5 білий пішак · d5 білий кінь · e5 білий пішак · c4 чорний король · f4 білий кінь · a3 біла тура · b2 чорна тура · e2 чорний пішак · f2 білий слон · c1 чорна тура · d1 чорний ферзь · h1 чорний слон | b8 біла тура · e8 білий король · f7 білий слон · g7 білий ферзь · b5 білий пішак · d5 білий кінь · e5 білий пішак · c4 чорний король · f4 білий кінь · a3 біла тура · b2 чорна тура · e2 чорний пішак · f2 білий слон · c1 чорна тура · d1 чорний ферзь · h1 чорний слон | b8 біла тура · e8 білий король · f7 білий слон · g7 білий ферзь · b5 білий пішак · d5 білий кінь · e5 білий пішак · c4 чорний король · f4 білий кінь · a3 біла тура · b2 чорна тура · e2 чорний пішак · f2 білий слон · c1 чорна тура · d1 чорний ферзь · h1 чорний слон | b8 біла тура · e8 білий король · f7 білий слон · g7 білий ферзь · b5 білий пішак · d5 білий кінь · e5 білий пішак · c4 чорний король · f4 білий кінь · a3 біла тура · b2 чорна тура · e2 чорний пішак · f2 білий слон · c1 чорна тура · d1 чорний ферзь · h1 чорний слон | b8 біла тура · e8 білий король · f7 білий слон · g7 білий ферзь · b5 білий пішак · d5 білий кінь · e5 білий пішак · c4 чорний король · f4 білий кінь · a3 біла тура · b2 чорна тура · e2 чорний пішак · f2 білий слон · c1 чорна тура · d1 чорний ферзь · h1 чорний слон | b8 біла тура · e8 білий король · f7 білий слон · g7 білий ферзь · b5 білий пішак · d5 білий кінь · e5 білий пішак · c4 чорний король · f4 білий кінь · a3 біла тура · b2 чорна тура · e2 чорний пішак · f2 білий слон · c1 чорна тура · d1 чорний ферзь · h1 чорний слон | 8 |
| 7 | b8 біла тура · e8 білий король · f7 білий слон · g7 білий ферзь · b5 білий пішак · d5 білий кінь · e5 білий пішак · c4 чорний король · f4 білий кінь · a3 біла тура · b2 чорна тура · e2 чорний пішак · f2 білий слон · c1 чорна тура · d1 чорний ферзь · h1 чорний слон | b8 біла тура · e8 білий король · f7 білий слон · g7 білий ферзь · b5 білий пішак · d5 білий кінь · e5 білий пішак · c4 чорний король · f4 білий кінь · a3 біла тура · b2 чорна тура · e2 чорний пішак · f2 білий слон · c1 чорна тура · d1 чорний ферзь · h1 чорний слон | b8 біла тура · e8 білий король · f7 білий слон · g7 білий ферзь · b5 білий пішак · d5 білий кінь · e5 білий пішак · c4 чорний король · f4 білий кінь · a3 біла тура · b2 чорна тура · e2 чорний пішак · f2 білий слон · c1 чорна тура · d1 чорний ферзь · h1 чорний слон | b8 біла тура · e8 білий король · f7 білий слон · g7 білий ферзь · b5 білий пішак · d5 білий кінь · e5 білий пішак · c4 чорний король · f4 білий кінь · a3 біла тура · b2 чорна тура · e2 чорний пішак · f2 білий слон · c1 чорна тура · d1 чорний ферзь · h1 чорний слон | b8 біла тура · e8 білий король · f7 білий слон · g7 білий ферзь · b5 білий пішак · d5 білий кінь · e5 білий пішак · c4 чорний король · f4 білий кінь · a3 біла тура · b2 чорна тура · e2 чорний пішак · f2 білий слон · c1 чорна тура · d1 чорний ферзь · h1 чорний слон | b8 біла тура · e8 білий король · f7 білий слон · g7 білий ферзь · b5 білий пішак · d5 білий кінь · e5 білий пішак · c4 чорний король · f4 білий кінь · a3 біла тура · b2 чорна тура · e2 чорний пішак · f2 білий слон · c1 чорна тура · d1 чорний ферзь · h1 чорний слон | b8 біла тура · e8 білий король · f7 білий слон · g7 білий ферзь · b5 білий пішак · d5 білий кінь · e5 білий пішак · c4 чорний король · f4 білий кінь · a3 біла тура · b2 чорна тура · e2 чорний пішак · f2 білий слон · c1 чорна тура · d1 чорний ферзь · h1 чорний слон | b8 біла тура · e8 білий король · f7 білий слон · g7 білий ферзь · b5 білий пішак · d5 білий кінь · e5 білий пішак · c4 чорний король · f4 білий кінь · a3 біла тура · b2 чорна тура · e2 чорний пішак · f2 білий слон · c1 чорна тура · d1 чорний ферзь · h1 чорний слон | 7 |
| 6 | b8 біла тура · e8 білий король · f7 білий слон · g7 білий ферзь · b5 білий пішак · d5 білий кінь · e5 білий пішак · c4 чорний король · f4 білий кінь · a3 біла тура · b2 чорна тура · e2 чорний пішак · f2 білий слон · c1 чорна тура · d1 чорний ферзь · h1 чорний слон | b8 біла тура · e8 білий король · f7 білий слон · g7 білий ферзь · b5 білий пішак · d5 білий кінь · e5 білий пішак · c4 чорний король · f4 білий кінь · a3 біла тура · b2 чорна тура · e2 чорний пішак · f2 білий слон · c1 чорна тура · d1 чорний ферзь · h1 чорний слон | b8 біла тура · e8 білий король · f7 білий слон · g7 білий ферзь · b5 білий пішак · d5 білий кінь · e5 білий пішак · c4 чорний король · f4 білий кінь · a3 біла тура · b2 чорна тура · e2 чорний пішак · f2 білий слон · c1 чорна тура · d1 чорний ферзь · h1 чорний слон | b8 біла тура · e8 білий король · f7 білий слон · g7 білий ферзь · b5 білий пішак · d5 білий кінь · e5 білий пішак · c4 чорний король · f4 білий кінь · a3 біла тура · b2 чорна тура · e2 чорний пішак · f2 білий слон · c1 чорна тура · d1 чорний ферзь · h1 чорний слон | b8 біла тура · e8 білий король · f7 білий слон · g7 білий ферзь · b5 білий пішак · d5 білий кінь · e5 білий пішак · c4 чорний король · f4 білий кінь · a3 біла тура · b2 чорна тура · e2 чорний пішак · f2 білий слон · c1 чорна тура · d1 чорний ферзь · h1 чорний слон | b8 біла тура · e8 білий король · f7 білий слон · g7 білий ферзь · b5 білий пішак · d5 білий кінь · e5 білий пішак · c4 чорний король · f4 білий кінь · a3 біла тура · b2 чорна тура · e2 чорний пішак · f2 білий слон · c1 чорна тура · d1 чорний ферзь · h1 чорний слон | b8 біла тура · e8 білий король · f7 білий слон · g7 білий ферзь · b5 білий пішак · d5 білий кінь · e5 білий пішак · c4 чорний король · f4 білий кінь · a3 біла тура · b2 чорна тура · e2 чорний пішак · f2 білий слон · c1 чорна тура · d1 чорний ферзь · h1 чорний слон | b8 біла тура · e8 білий король · f7 білий слон · g7 білий ферзь · b5 білий пішак · d5 білий кінь · e5 білий пішак · c4 чорний король · f4 білий кінь · a3 біла тура · b2 чорна тура · e2 чорний пішак · f2 білий слон · c1 чорна тура · d1 чорний ферзь · h1 чорний слон | 6 |
| 5 | b8 біла тура · e8 білий король · f7 білий слон · g7 білий ферзь · b5 білий пішак · d5 білий кінь · e5 білий пішак · c4 чорний король · f4 білий кінь · a3 біла тура · b2 чорна тура · e2 чорний пішак · f2 білий слон · c1 чорна тура · d1 чорний ферзь · h1 чорний слон | b8 біла тура · e8 білий король · f7 білий слон · g7 білий ферзь · b5 білий пішак · d5 білий кінь · e5 білий пішак · c4 чорний король · f4 білий кінь · a3 біла тура · b2 чорна тура · e2 чорний пішак · f2 білий слон · c1 чорна тура · d1 чорний ферзь · h1 чорний слон | b8 біла тура · e8 білий король · f7 білий слон · g7 білий ферзь · b5 білий пішак · d5 білий кінь · e5 білий пішак · c4 чорний король · f4 білий кінь · a3 біла тура · b2 чорна тура · e2 чорний пішак · f2 білий слон · c1 чорна тура · d1 чорний ферзь · h1 чорний слон | b8 біла тура · e8 білий король · f7 білий слон · g7 білий ферзь · b5 білий пішак · d5 білий кінь · e5 білий пішак · c4 чорний король · f4 білий кінь · a3 біла тура · b2 чорна тура · e2 чорний пішак · f2 білий слон · c1 чорна тура · d1 чорний ферзь · h1 чорний слон | b8 біла тура · e8 білий король · f7 білий слон · g7 білий ферзь · b5 білий пішак · d5 білий кінь · e5 білий пішак · c4 чорний король · f4 білий кінь · a3 біла тура · b2 чорна тура · e2 чорний пішак · f2 білий слон · c1 чорна тура · d1 чорний ферзь · h1 чорний слон | b8 біла тура · e8 білий король · f7 білий слон · g7 білий ферзь · b5 білий пішак · d5 білий кінь · e5 білий пішак · c4 чорний король · f4 білий кінь · a3 біла тура · b2 чорна тура · e2 чорний пішак · f2 білий слон · c1 чорна тура · d1 чорний ферзь · h1 чорний слон | b8 біла тура · e8 білий король · f7 білий слон · g7 білий ферзь · b5 білий пішак · d5 білий кінь · e5 білий пішак · c4 чорний король · f4 білий кінь · a3 біла тура · b2 чорна тура · e2 чорний пішак · f2 білий слон · c1 чорна тура · d1 чорний ферзь · h1 чорний слон | b8 біла тура · e8 білий король · f7 білий слон · g7 білий ферзь · b5 білий пішак · d5 білий кінь · e5 білий пішак · c4 чорний король · f4 білий кінь · a3 біла тура · b2 чорна тура · e2 чорний пішак · f2 білий слон · c1 чорна тура · d1 чорний ферзь · h1 чорний слон | 5 |
| 4 | b8 біла тура · e8 білий король · f7 білий слон · g7 білий ферзь · b5 білий пішак · d5 білий кінь · e5 білий пішак · c4 чорний король · f4 білий кінь · a3 біла тура · b2 чорна тура · e2 чорний пішак · f2 білий слон · c1 чорна тура · d1 чорний ферзь · h1 чорний слон | b8 біла тура · e8 білий король · f7 білий слон · g7 білий ферзь · b5 білий пішак · d5 білий кінь · e5 білий пішак · c4 чорний король · f4 білий кінь · a3 біла тура · b2 чорна тура · e2 чорний пішак · f2 білий слон · c1 чорна тура · d1 чорний ферзь · h1 чорний слон | b8 біла тура · e8 білий король · f7 білий слон · g7 білий ферзь · b5 білий пішак · d5 білий кінь · e5 білий пішак · c4 чорний король · f4 білий кінь · a3 біла тура · b2 чорна тура · e2 чорний пішак · f2 білий слон · c1 чорна тура · d1 чорний ферзь · h1 чорний слон | b8 біла тура · e8 білий король · f7 білий слон · g7 білий ферзь · b5 білий пішак · d5 білий кінь · e5 білий пішак · c4 чорний король · f4 білий кінь · a3 біла тура · b2 чорна тура · e2 чорний пішак · f2 білий слон · c1 чорна тура · d1 чорний ферзь · h1 чорний слон | b8 біла тура · e8 білий король · f7 білий слон · g7 білий ферзь · b5 білий пішак · d5 білий кінь · e5 білий пішак · c4 чорний король · f4 білий кінь · a3 біла тура · b2 чорна тура · e2 чорний пішак · f2 білий слон · c1 чорна тура · d1 чорний ферзь · h1 чорний слон | b8 біла тура · e8 білий король · f7 білий слон · g7 білий ферзь · b5 білий пішак · d5 білий кінь · e5 білий пішак · c4 чорний король · f4 білий кінь · a3 біла тура · b2 чорна тура · e2 чорний пішак · f2 білий слон · c1 чорна тура · d1 чорний ферзь · h1 чорний слон | b8 біла тура · e8 білий король · f7 білий слон · g7 білий ферзь · b5 білий пішак · d5 білий кінь · e5 білий пішак · c4 чорний король · f4 білий кінь · a3 біла тура · b2 чорна тура · e2 чорний пішак · f2 білий слон · c1 чорна тура · d1 чорний ферзь · h1 чорний слон | b8 біла тура · e8 білий король · f7 білий слон · g7 білий ферзь · b5 білий пішак · d5 білий кінь · e5 білий пішак · c4 чорний король · f4 білий кінь · a3 біла тура · b2 чорна тура · e2 чорний пішак · f2 білий слон · c1 чорна тура · d1 чорний ферзь · h1 чорний слон | 4 |
| 3 | b8 біла тура · e8 білий король · f7 білий слон · g7 білий ферзь · b5 білий пішак · d5 білий кінь · e5 білий пішак · c4 чорний король · f4 білий кінь · a3 біла тура · b2 чорна тура · e2 чорний пішак · f2 білий слон · c1 чорна тура · d1 чорний ферзь · h1 чорний слон | b8 біла тура · e8 білий король · f7 білий слон · g7 білий ферзь · b5 білий пішак · d5 білий кінь · e5 білий пішак · c4 чорний король · f4 білий кінь · a3 біла тура · b2 чорна тура · e2 чорний пішак · f2 білий слон · c1 чорна тура · d1 чорний ферзь · h1 чорний слон | b8 біла тура · e8 білий король · f7 білий слон · g7 білий ферзь · b5 білий пішак · d5 білий кінь · e5 білий пішак · c4 чорний король · f4 білий кінь · a3 біла тура · b2 чорна тура · e2 чорний пішак · f2 білий слон · c1 чорна тура · d1 чорний ферзь · h1 чорний слон | b8 біла тура · e8 білий король · f7 білий слон · g7 білий ферзь · b5 білий пішак · d5 білий кінь · e5 білий пішак · c4 чорний король · f4 білий кінь · a3 біла тура · b2 чорна тура · e2 чорний пішак · f2 білий слон · c1 чорна тура · d1 чорний ферзь · h1 чорний слон | b8 біла тура · e8 білий король · f7 білий слон · g7 білий ферзь · b5 білий пішак · d5 білий кінь · e5 білий пішак · c4 чорний король · f4 білий кінь · a3 біла тура · b2 чорна тура · e2 чорний пішак · f2 білий слон · c1 чорна тура · d1 чорний ферзь · h1 чорний слон | b8 біла тура · e8 білий король · f7 білий слон · g7 білий ферзь · b5 білий пішак · d5 білий кінь · e5 білий пішак · c4 чорний король · f4 білий кінь · a3 біла тура · b2 чорна тура · e2 чорний пішак · f2 білий слон · c1 чорна тура · d1 чорний ферзь · h1 чорний слон | b8 біла тура · e8 білий король · f7 білий слон · g7 білий ферзь · b5 білий пішак · d5 білий кінь · e5 білий пішак · c4 чорний король · f4 білий кінь · a3 біла тура · b2 чорна тура · e2 чорний пішак · f2 білий слон · c1 чорна тура · d1 чорний ферзь · h1 чорний слон | b8 біла тура · e8 білий король · f7 білий слон · g7 білий ферзь · b5 білий пішак · d5 білий кінь · e5 білий пішак · c4 чорний король · f4 білий кінь · a3 біла тура · b2 чорна тура · e2 чорний пішак · f2 білий слон · c1 чорна тура · d1 чорний ферзь · h1 чорний слон | 3 |
| 2 | b8 біла тура · e8 білий король · f7 білий слон · g7 білий ферзь · b5 білий пішак · d5 білий кінь · e5 білий пішак · c4 чорний король · f4 білий кінь · a3 біла тура · b2 чорна тура · e2 чорний пішак · f2 білий слон · c1 чорна тура · d1 чорний ферзь · h1 чорний слон | b8 біла тура · e8 білий король · f7 білий слон · g7 білий ферзь · b5 білий пішак · d5 білий кінь · e5 білий пішак · c4 чорний король · f4 білий кінь · a3 біла тура · b2 чорна тура · e2 чорний пішак · f2 білий слон · c1 чорна тура · d1 чорний ферзь · h1 чорний слон | b8 біла тура · e8 білий король · f7 білий слон · g7 білий ферзь · b5 білий пішак · d5 білий кінь · e5 білий пішак · c4 чорний король · f4 білий кінь · a3 біла тура · b2 чорна тура · e2 чорний пішак · f2 білий слон · c1 чорна тура · d1 чорний ферзь · h1 чорний слон | b8 біла тура · e8 білий король · f7 білий слон · g7 білий ферзь · b5 білий пішак · d5 білий кінь · e5 білий пішак · c4 чорний король · f4 білий кінь · a3 біла тура · b2 чорна тура · e2 чорний пішак · f2 білий слон · c1 чорна тура · d1 чорний ферзь · h1 чорний слон | b8 біла тура · e8 білий король · f7 білий слон · g7 білий ферзь · b5 білий пішак · d5 білий кінь · e5 білий пішак · c4 чорний король · f4 білий кінь · a3 біла тура · b2 чорна тура · e2 чорний пішак · f2 білий слон · c1 чорна тура · d1 чорний ферзь · h1 чорний слон | b8 біла тура · e8 білий король · f7 білий слон · g7 білий ферзь · b5 білий пішак · d5 білий кінь · e5 білий пішак · c4 чорний король · f4 білий кінь · a3 біла тура · b2 чорна тура · e2 чорний пішак · f2 білий слон · c1 чорна тура · d1 чорний ферзь · h1 чорний слон | b8 біла тура · e8 білий король · f7 білий слон · g7 білий ферзь · b5 білий пішак · d5 білий кінь · e5 білий пішак · c4 чорний король · f4 білий кінь · a3 біла тура · b2 чорна тура · e2 чорний пішак · f2 білий слон · c1 чорна тура · d1 чорний ферзь · h1 чорний слон | b8 біла тура · e8 білий король · f7 білий слон · g7 білий ферзь · b5 білий пішак · d5 білий кінь · e5 білий пішак · c4 чорний король · f4 білий кінь · a3 біла тура · b2 чорна тура · e2 чорний пішак · f2 білий слон · c1 чорна тура · d1 чорний ферзь · h1 чорний слон | 2 |
| 1 | b8 біла тура · e8 білий король · f7 білий слон · g7 білий ферзь · b5 білий пішак · d5 білий кінь · e5 білий пішак · c4 чорний король · f4 білий кінь · a3 біла тура · b2 чорна тура · e2 чорний пішак · f2 білий слон · c1 чорна тура · d1 чорний ферзь · h1 чорний слон | b8 біла тура · e8 білий король · f7 білий слон · g7 білий ферзь · b5 білий пішак · d5 білий кінь · e5 білий пішак · c4 чорний король · f4 білий кінь · a3 біла тура · b2 чорна тура · e2 чорний пішак · f2 білий слон · c1 чорна тура · d1 чорний ферзь · h1 чорний слон | b8 біла тура · e8 білий король · f7 білий слон · g7 білий ферзь · b5 білий пішак · d5 білий кінь · e5 білий пішак · c4 чорний король · f4 білий кінь · a3 біла тура · b2 чорна тура · e2 чорний пішак · f2 білий слон · c1 чорна тура · d1 чорний ферзь · h1 чорний слон | b8 біла тура · e8 білий король · f7 білий слон · g7 білий ферзь · b5 білий пішак · d5 білий кінь · e5 білий пішак · c4 чорний король · f4 білий кінь · a3 біла тура · b2 чорна тура · e2 чорний пішак · f2 білий слон · c1 чорна тура · d1 чорний ферзь · h1 чорний слон | b8 біла тура · e8 білий король · f7 білий слон · g7 білий ферзь · b5 білий пішак · d5 білий кінь · e5 білий пішак · c4 чорний король · f4 білий кінь · a3 біла тура · b2 чорна тура · e2 чорний пішак · f2 білий слон · c1 чорна тура · d1 чорний ферзь · h1 чорний слон | b8 біла тура · e8 білий король · f7 білий слон · g7 білий ферзь · b5 білий пішак · d5 білий кінь · e5 білий пішак · c4 чорний король · f4 білий кінь · a3 біла тура · b2 чорна тура · e2 чорний пішак · f2 білий слон · c1 чорна тура · d1 чорний ферзь · h1 чорний слон | b8 біла тура · e8 білий король · f7 білий слон · g7 білий ферзь · b5 білий пішак · d5 білий кінь · e5 білий пішак · c4 чорний король · f4 білий кінь · a3 біла тура · b2 чорна тура · e2 чорний пішак · f2 білий слон · c1 чорна тура · d1 чорний ферзь · h1 чорний слон | b8 біла тура · e8 білий король · f7 білий слон · g7 білий ферзь · b5 білий пішак · d5 білий кінь · e5 білий пішак · c4 чорний король · f4 білий кінь · a3 біла тура · b2 чорна тура · e2 чорний пішак · f2 білий слон · c1 чорна тура · d1 чорний ферзь · h1 чорний слон | 1 |
|   | a | b | c | d | e | f | g | h |   |

1. Dg4? ~ 2. Dc8#
1. ... D:d5 2. Sg2#
1. ... L:d5 2. Sd3#, 1 ... T:b5, Dd4!
1. Df8! ~ 2.  Dc5#
1. ... T:b5 2. Sb6#
1. ... Dd4 2. Se3#